# Дубовка (Комсомольский район)
Дубо́вка (чув. Дубовка) — деревня в Комсомольском районе Чувашской Республики России. Входит в состав Комсомольского сельского поселения.

## География
Деревня находится в юго-восточной части Чувашии, в пределах Чувашского плато, в зоне хвойно-широколиственных лесов, к западу от автодороги А151, на расстоянии примерно 5 километров (по прямой) к северу от села Комсомольского, административного центра района. Абсолютная высота — 147 метров над уровнем моря.

### Климат
Климат характеризуется как умеренно континентальный, с морозной снежной зимой и тёплым летом. Среднегодовая температура воздуха — 3,1 °С. Средняя температура воздуха самого тёплого месяца (июля) — 18,7 °C (абсолютный максимум — 37 °C); самого холодного (января) — −13 °C (абсолютный минимум — −49 °C). Безморозный период длится около 142 дней. Среднегодовое количество атмосферных осадков составляет 490 мм, из которых большая часть выпадает в тёплый период. Снежный покров держится в течение 147 дней.

### Часовой пояс
Деревня Дубовка, как и вся Чувашия, находится в часовой зоне МСК (московское время). Смещение применяемого времени относительно UTC составляет +3:00.

## Население
| 2010 | 2012 |
| ---- | ---- |
| 152  | ↘148 |

### Половой состав
По данным Всероссийской переписи населения 2010 года в гендерной структуре населения мужчины составляли 55,3 %, женщины — соответственно 44,7 %.

### Национальный состав
Согласно результатам переписи 2002 года, в национальной структуре населения чуваши составляли 86 % из 137 чел.